# استوک هاموند
استوک هاموند (به انگلیسی: Stoke Hammond) یک روستا و محله مدنی در بریتانیا است که در الزبری ول واقع شده‌است. استوک هاموند ۸۷۵ نفر جمعیت دارد.